# Frykholmsgatan

Frykholmsgatan är en gata i Hässleholm som löper mellan Kristianstadsvägen och Tingshusgatan, förbi bland annat Stortorget och Fisktorget. Gatan är cirka 15 meter bred och 525 meter lång. 

## Historik
Gatan är uppkallad efter majoren och ingenjören Nils Fredrik Frykholm som ansvarade för utbyggnaden av Södra stambanan mellan Malmö och Nässjö. Under många år hade Frykholm sitt kontor i Hässleholm, och det var från Hässleholm som utbyggnaden i många år leddes.